# Elaphoglossum repens
Elaphoglossum repens är en träjonväxtart som beskrevs av Edwin Bingham Copeland. Elaphoglossum repens ingår i släktet Elaphoglossum och familjen Dryopteridaceae. Inga underarter finns listade.